# Dänische Fußballnationalmannschaft (U-16-Juniorinnen)
Die dänische Fußballnationalmannschaft der U-16-Juniorinnen (dänisch: Pigelandsholdet) repräsentiert die Dansk Boldspil Union im internationalen Juniorinnenfußball. Vom dänischen Verband werden Spiele erst ab 2007 für die U-16 gezählt, vorher ausgetragene Spiele werden für die U-17 gezählt. Bis 1997 und ab 2008 wieder nahm die Mannschaft regelmäßig am Nordic Cup teil, an dem zunächst nur die skandinavischen Mannschaften, dann aber auch weitere Mannschaften aus Europa teilnahmen. Zudem nimmt die Mannschaft an von der UEFA organisierten Turnieren teil.

## Turnierbilanz

### Nordic Cup
Von 1988 bis 1997 und ab 2008 (U-16-), von 1998 bis 2007 (U-17-Nationalmannschaft)
- 1988 in Dänemark: Vierter Platz (4 Teilnehmer)
- 1989 in Norwegen: Dritter Platz (6 Teilnehmer)
- 1990 in Schweden: Zweiter Platz (8 Teilnehmer)
- 1991 in Finnland: Zweiter Platz (6 Teilnehmer)
- 1992 in Dänemark: Sieger (6 Teilnehmer)
- 1993 in den Niederlanden: Zweiter Platz (6 Teilnehmer)
- 1994 in Island: Vierter Platz (6 Teilnehmer)
- 1995 in Norwegen: Sieger (6 Teilnehmer)
- 1996 in Finnland: Vierter Platz (6 Teilnehmer)
- 1997 in Schweden: Zweiter Platz (8 Teilnehmer)

- 2008 in Island: Sechster Platz (8 Teilnehmer)
- 2009 in Schweden: Achter Platz (8 Teilnehmer)
- 2010 in Dänemark: Siebter Platz (8 Teilnehmer)
- 2011 in Finnland: Dritter Platz (6 Teilnehmer)
- 2012 in Norwegen: Achter Platz (8 Teilnehmer)
- 2013 in Island: Zweiter Platz (8 Teilnehmer)
- 2014 in Schweden: Sechster Platz (8 Teilnehmer)
- 2015 in Dänemark: Dritter Platz (8 Teilnehmer)
- 2016 in Norwegen: Siebter Platz (8 Teilnehmer)
- 2017 in Finnland: Siebter Platz (6 Teilnehmer)
- 2018 in Norwegen: Sieger (8 Teilnehmer)
- 2019 in Schweden: Siebter Platz (8 Teilnehmer)